# Malatestí Manfredi
Malatestí Manfredi va ser fill de Francesc I Manfredi. Va ser senyor de Baccagnano, Montemaggiore, Cavina, Cerrone, Rontana, Pozzolo, Zattaglia, Vedreto, Collina, Pozzo, Cesate, Martignano, Solarolo i Gattaia 1328 i senyor sobirà de Bagnacavallo el 1335. Va ser capità de l'exèrcit del Papa. Va morir a Bagnacavallo el 1336. Es va casar amb Nobile i va ser el pare de Francesc Manfredi de Bagnacavallo, Albergetí (patrici, mort vers 1339), Ricard (patrici, mort vers 1339), Vanna i Margherita.